# القبلة (بعدان)

تعديل مصدري - تعديل

القبلة محلة تابعة لقرية العلهة، التابعة لعزلة دلال بمديرية بعدان إحدى مديريات محافظة إب في الجمهورية اليمنية، بلغ تعداد سكانها 133 حسب تعداد اليمن لعام 2004.